# Piercia vittata
Piercia vittata là một loài bướm đêm trong họ Geometridae.